# Sprengisandur
En Islandia, el término Sprengisandur puede hacer referencia a tres cosas:

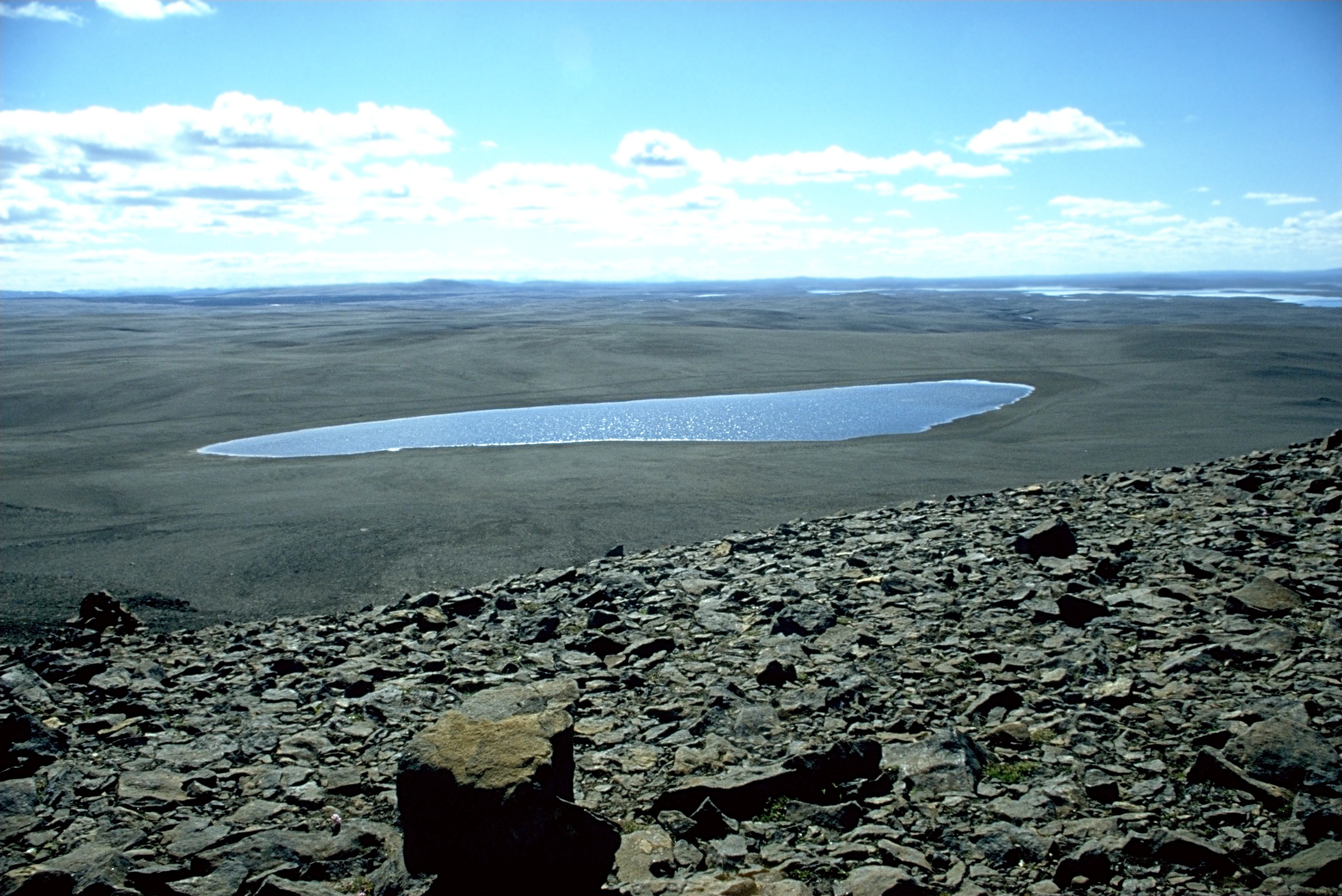
En el camino Sprengisandur.

1. una parte de las Tierras Altas de Islandia entre los glaciares Hofsjökull y Vatnajökull;
2. la carretera que atraviesa esta región.
3. un campo de aviación muy remoto con dos pistas de aterrizaje cerca (pero no conectadas) de la carretera Sprengisandur en las tierras altas.
El camino de Sprengisandur es con sus 200 kilómetros la más larga de las carreteras de las tierras altas de Islandia. Comienza cerca del Volcán Hekla al sur, donde otra pista va hacia Landmannalaugar.
Como los caminos Kjölur y Kaldidalur, Sprengisandur es también una conexión muy antigua entre el norte y el sur de la isla. Ha sido conocida desde los tiempos de los primeros asentamientos. Pero siempre tuvo una mala reputación con sus cambios climáticos rápidos (incluso en verano, puede nevar) y la sequedad del desierto de lava.

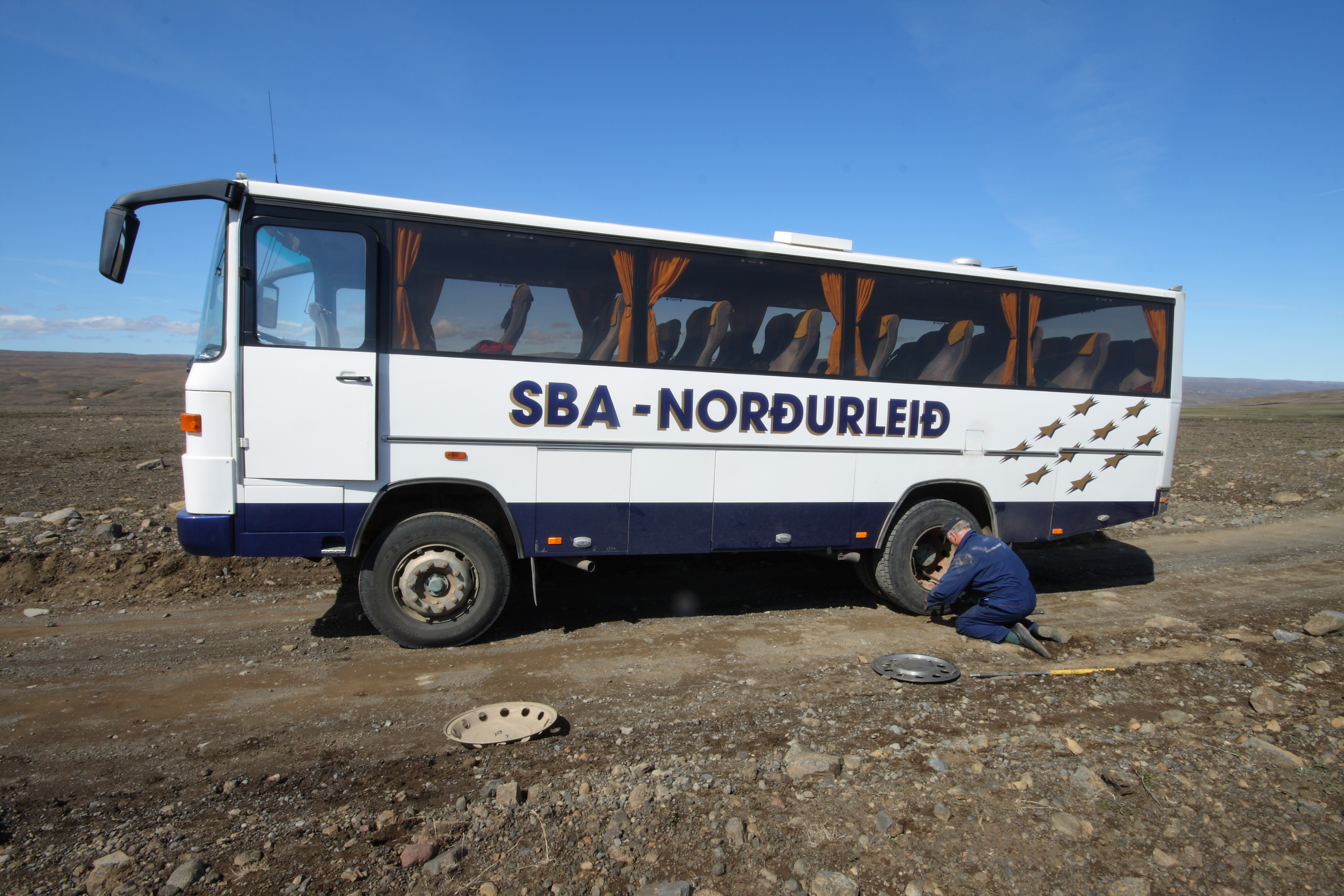
Un autobús en la ruta Sprengisandur durante el verano.

Origen del nombre: Las personas tenían que cruzar el desierto rápidamente con sus caballos, para "primaverarlo", así tener nuevo pasto y agua para ellos y los animales. También ha habido un montón de supersticiones. Historias sobre fantasmas malos y criminales, y, posteriormente, el camino cayó en desuso desde hace algún tiempo. Esto es un tema de una canción famosa de Islandia: "Á Sprengisandi."

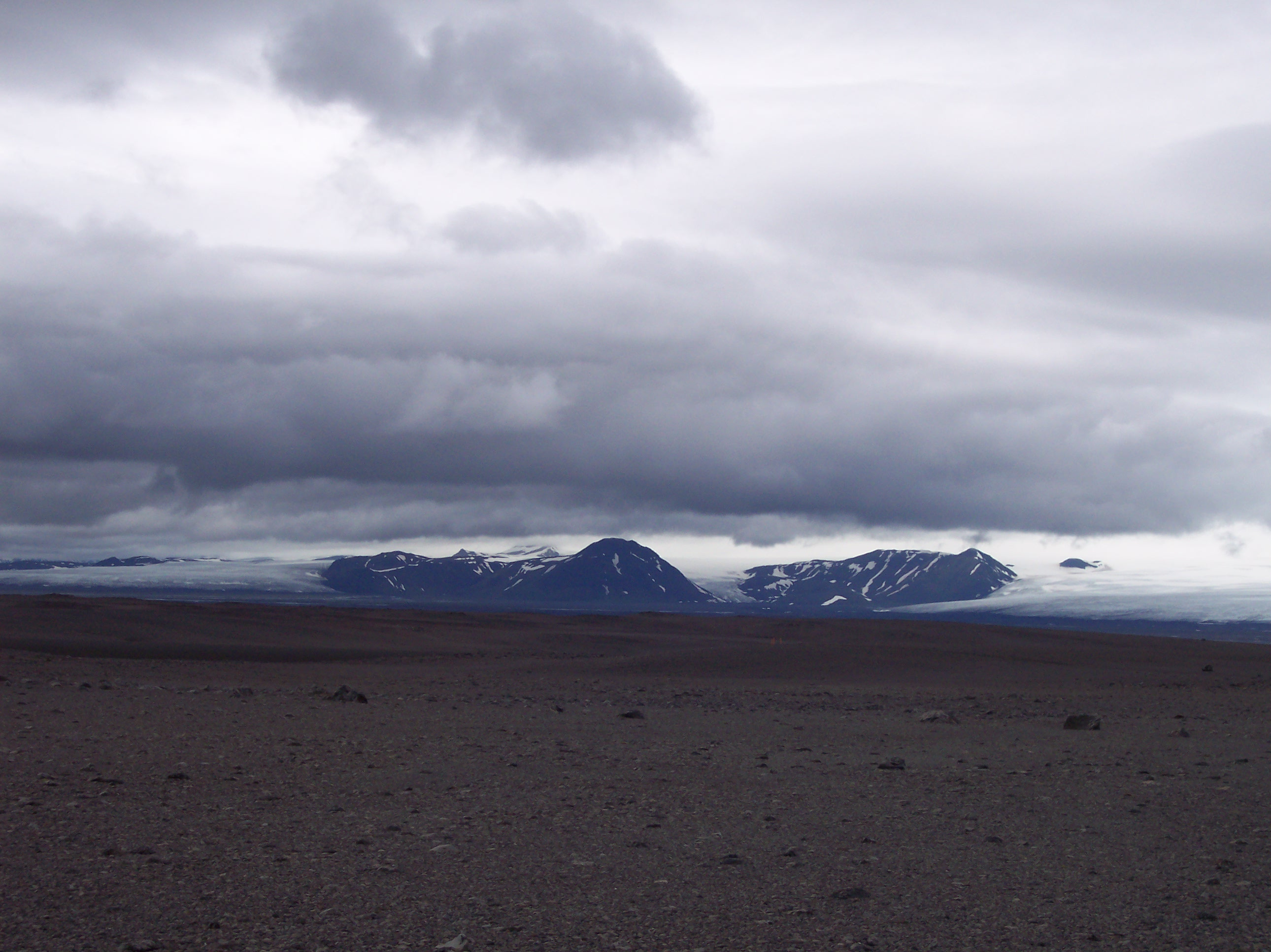
Hofsjökull desde Nýidalur.